# Antonio Bazzini
Antonio Bazzini (né le 11 mars 1818 à Brescia – mort le 10 février 1897 à Milan) est un violoniste et compositeur italien. Sa musique de chambre lui fit tenir une place centrale dans la renaissance instrumentale italienne du XIXe siècle. Toutefois, son succès en tant que compositeur a été étouffé par sa réputation comme l'un des meilleurs violonistes de concert de son époque.

## Biographie
Bazzini est né à Brescia. Jeune garçon, il fut l'élève de Faustino Camisani. À 17 ans, il fut nommé organiste de l'église dans sa ville natale. L'année suivante est marquée par sa rencontre avec Paganini, qui aura une grande influence sur sa musique et l'encouragera à commencer sa carrière de violoniste de concert ; il deviendra alors rapidement un des artistes les plus réputés de son temps.

## Œuvres
- Turanda, opera tratta dalla Turandot di Carlo Gozzi (Milan, Teatro la Scala, 13 janvier 1867)
- Saul, ouverture (1867)
- La Ronde des lutins (La Ridda dei folletti), scherzo fantastico per violino, con accompagnamento di pianoforte op. 25
- Concerto per violino e orchestra nº 4, in La minore, op. 38
- Concerto per violino e orchestra nº 5 Militare, op. 42
- Tre morceaux en forme de sonate per violino e pianoforte op. 44
- Sonata per violino e pianoforte in mi minore op. 55
- Re Lear, ouverture op. 68 (1871)
- Quartetto per archi nº 1 in do maggiore (1864)
- Quartetto per archi nº 2 in re minore op. 75
- Quartetto per archi nº 3 in mi bemolle maggiore op. 76
- Francesca da Rimini, poema sinfonico in mi minore op. 77 (1879 - seconda versione 1885)
- Quartetto per archi nº 4 in sol maggiore op. 79
- Quartetto per archi nº 5 in fa minore op. 80
- Quartetto per archi nº 6 in fa maggiore
- Scherzo variato per violino e orchestra d'archi su temi dall'Invitation à la danse de Carl Maria von Weber
- Sinfonia in Fa maggiore (éd. critique de Marino Pessina; exécution posthume en création mondiale le 3 décembre 2012 au Teatro Grande de Brescia par le Conservatoire "Luca Marenzio" de Brescia)